# Creaks
Creaks è un videogioco stile avventura dinamica sviluppato da Amanita Design. Annunciato il 9 ottobre 2018, è stato pubblicato il 10 luglio 2020 per Apple Arcade e il 22 luglio per PC, PS4, Xbox One e Nintendo Switch.

## Modalita di gioco
Creaks è un platform game basato sulla risoluzione di alcuni enigmi. Il player controlla un personaggio che si avventura in un mondo sotterraneo, dimora di svariati mostri chiamati Creaks. Creaks è ispirato al fenomeno conosciuto come Pareidolia. Il giocatore deve cercare di evitare questi mostri e risolvere vari enigmi per avanzare nel gioco. Bisogna utilizzare la luce e il ragionamento logico per poter superare gli enigmi. I nemici generalmente si trasformano in mobili quando sono illuminati. Mentre il player risolve gli enigmi deve sfruttare i nemici trasformati in mobili per accedere ad alcune aree che sarebbero state altrimenti inaccessibili. Diversi tipi di nemici agiscono in modi differenti. L'ombra per esempio copia i movimenti del giocatore mentre il cane lo attacca istantaneamente. Il giocatore incontra anche vari pulsanti e leve per la sua strada, necessari per risolvere i puzzle.
Oltre alla trama principale, il giocatore può anche imbattersi in vari dipinti ispirati all'estetica del XVIII° e XIV° secolo. Questi dipinti possono essere sia dei semplici pezzi da collezione sia utilizzati come minigiochi, che possono essere visti metaforicamente come una finestra su un altro mondo.